# Paternalismo
Il paternalismo in senso generale indica l'atteggiamento bonario e benefico di una persona d'autorità che però chiede in cambio, spesso implicitamente, il consenso intorno alla sua persona.
Inteso nel suo significato storico, è una forma di governo in cui tutti i provvedimenti in favore della popolazione vengono affidati alla comprensione e alla buona volontà del sovrano nei confronti dello stesso popolo. Parte quindi dal presupposto che il sovrano sia in buona fede ed interessato al bene pubblico.

## Nella storia politica
È un termine frequente nel linguaggio storiografico e politico del Settecento e dell'Ottocento. Paternalistiche vennero chiamate infatti le direttive dei sovrani illuminati di questi due secoli miranti a promuovere l'elevazione dello status sociale del popolo; anche la legislazione assistenziale instaurata nel 1860 da Napoleone III rientra in questo ambito.
Va ricordato infine il sistema di assicurazioni sociali messo in opera in Germania da Otto von Bismarck dopo l'esclusione dal governo della socialdemocrazia.
Il paternalismo è tuttavia in evidente contrasto con i principi della democrazia e del socialismo, che implicano la partecipazione diretta dei cittadini alla politica e dei lavoratori all'economia; per una sua declinazione in senso democratico, Doug Weid ha parlato di compassionate conservatism.